# 長頸龍屬
長頸龍屬（屬名：Tanystropheus）是種生存於三疊紀的爬行動物，身長約6公尺（20呎）。主要的特徵是極長的頸部，頸部長3公尺（10呎），比身體與尾巴相加還長。儘管頸部如此長，但頸部只有12個脊椎骨，每個脊椎骨都相當長。長頸龍的化石發現於歐洲與中東。
在義大利的Besano地層，發現許多長頸龍的完整幼年標本，地質年代為三疊紀晚期的卡尼階，約2億3200萬年前。長頸龍的屬名意為「長的脊椎」。

## 長頸龍的可能生活方式

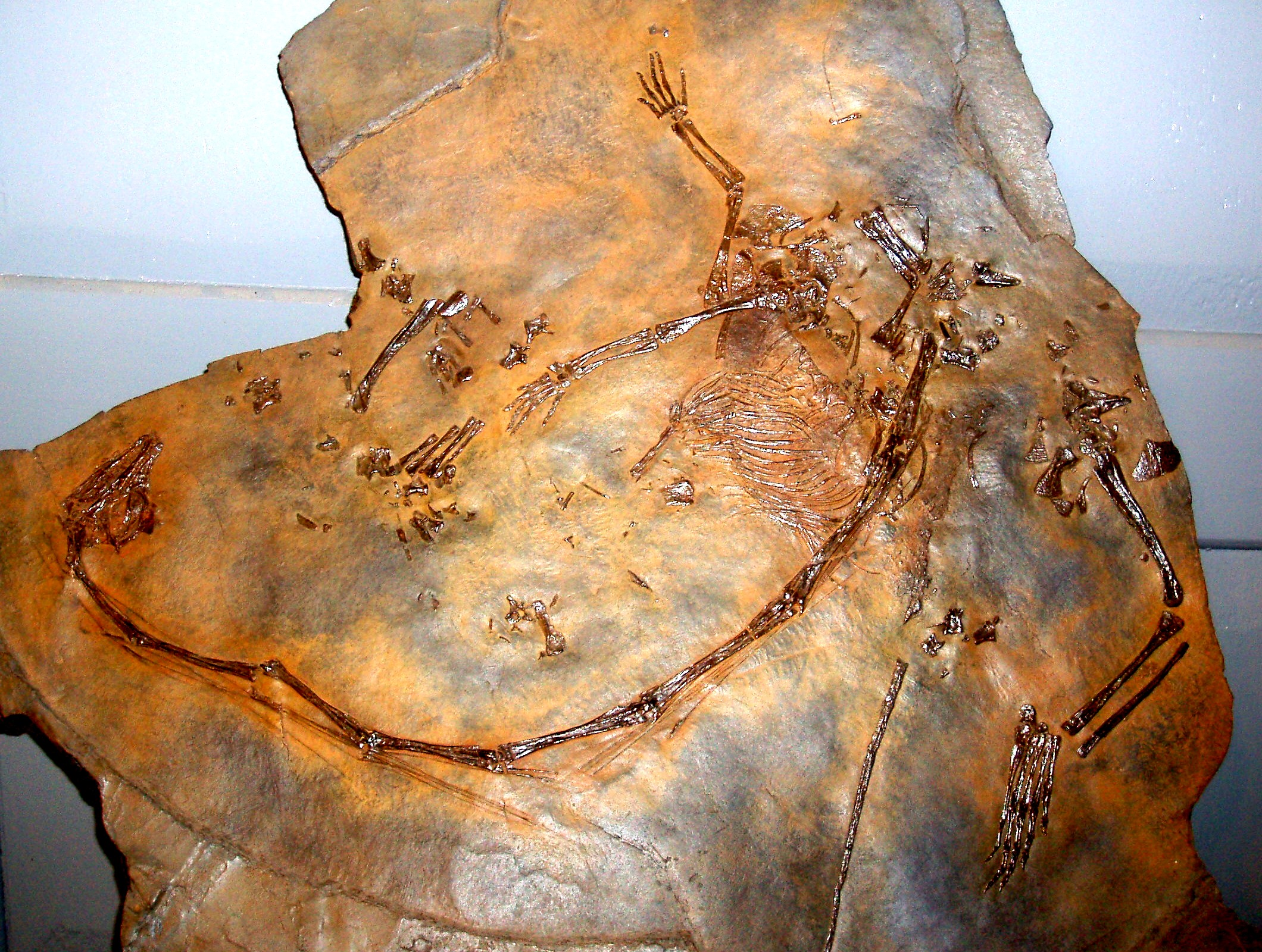
T. longobardicus的化石

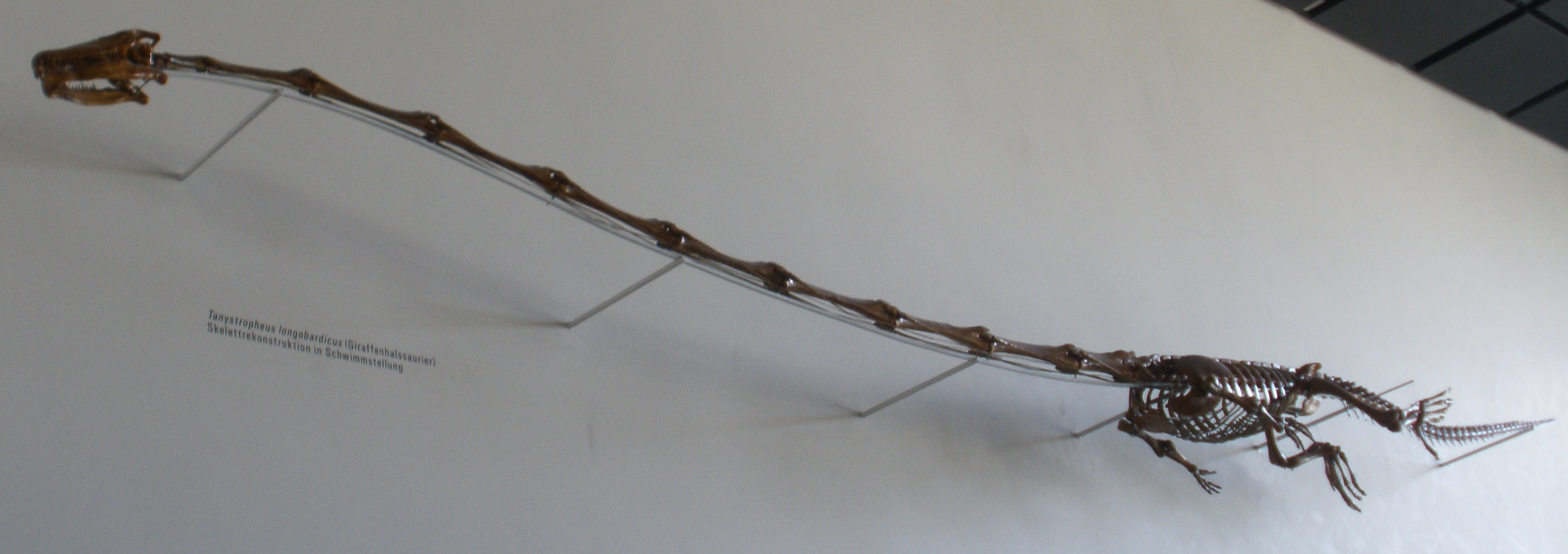
T. longobardicus的骨架模型

因為長頸龍極長而僵硬的頸部，牠們經常被假設是水生或半水生爬行動物，並且以此假設重建牠們。這個理論因長頸龍化石在半水生地點極常發現而獲得支持，而半水生地點很少發現陸地動物化石。大部分理論根據牠們長而狹窄的口鼻部，以及銳利而交錯的牙齒，而認為長頸龍是魚食性動物。在幾個幼年標本的頜部發現了三尖頭的頰部牙齒，顯示牠們也可能是食蟲性，然而在真雙型齒翼龍、倫巴底蜥（Langobardisaurus）身上也發現相同的牙齒型態，牠們兩者都被認為是魚食性。此外，在某些標本的腹部附近發現了頭足類的骨勾，還有可能是魚鱗的東西。
長頸龍被認為是重回兩棲生活的爬行動物之一，牠們在岸邊使用長頸部與銳利牙齒，捕抓淺水裡的魚類與其他海生動物。不對稱的頸部造成生活方式的幾個問題。有些科學家爭論說不對稱的頸部使得長頸龍的重心位在手臂前方，讓牠們將頸部伸出時，頭會貼近地面。基於這個理由，大衛·彼德斯（David Peters）提出長頸龍是陸地動物，牠們以後肢用二足方式站立，而頸部垂直於地面使身體保持平衡。支持這個論點的人認為長頸龍在樹的底下等待，並使用長頸部與小頭，補抓樹枝上的小型樹棲動物。彼德斯與其他科學家認為原蜥形目是翼龍類的祖先，因此認為原蜥形目動物是優勢陸地動物。
長頸龍的另一個次異名是Procerosaurus，該屬有兩個種，其中一種曾被歸類於禽龍，之後在2000年被喬治·奧利舍夫斯基（George Olshevsky）建立為壞骨龍；另外一種是在1902年由弗雷德里克·馮·休尼（Friedrich von Huene）命名，目前是長頸龍的次異名。
在2006年，Silvio Renesto博士在瑞士發現了一個標本，推翻原本的長頸龍半水生生活方式論點。這標本第一次發現了長頸龍的軟組織，包括皮膚的非方形、部分重疊鱗片。這標本透露出在尾巴基部的不尋常黑色物質，包含數個由碳酸鈣構成的小球，顯示有相當數量的肌肉位在長頸龍的臀部上。除了強壯的後肢肌肉，巨大的臀部能將長頸龍的重心移往後方，在長頸龍將3公尺長的頸部伸出時穩定重心。

## 分類

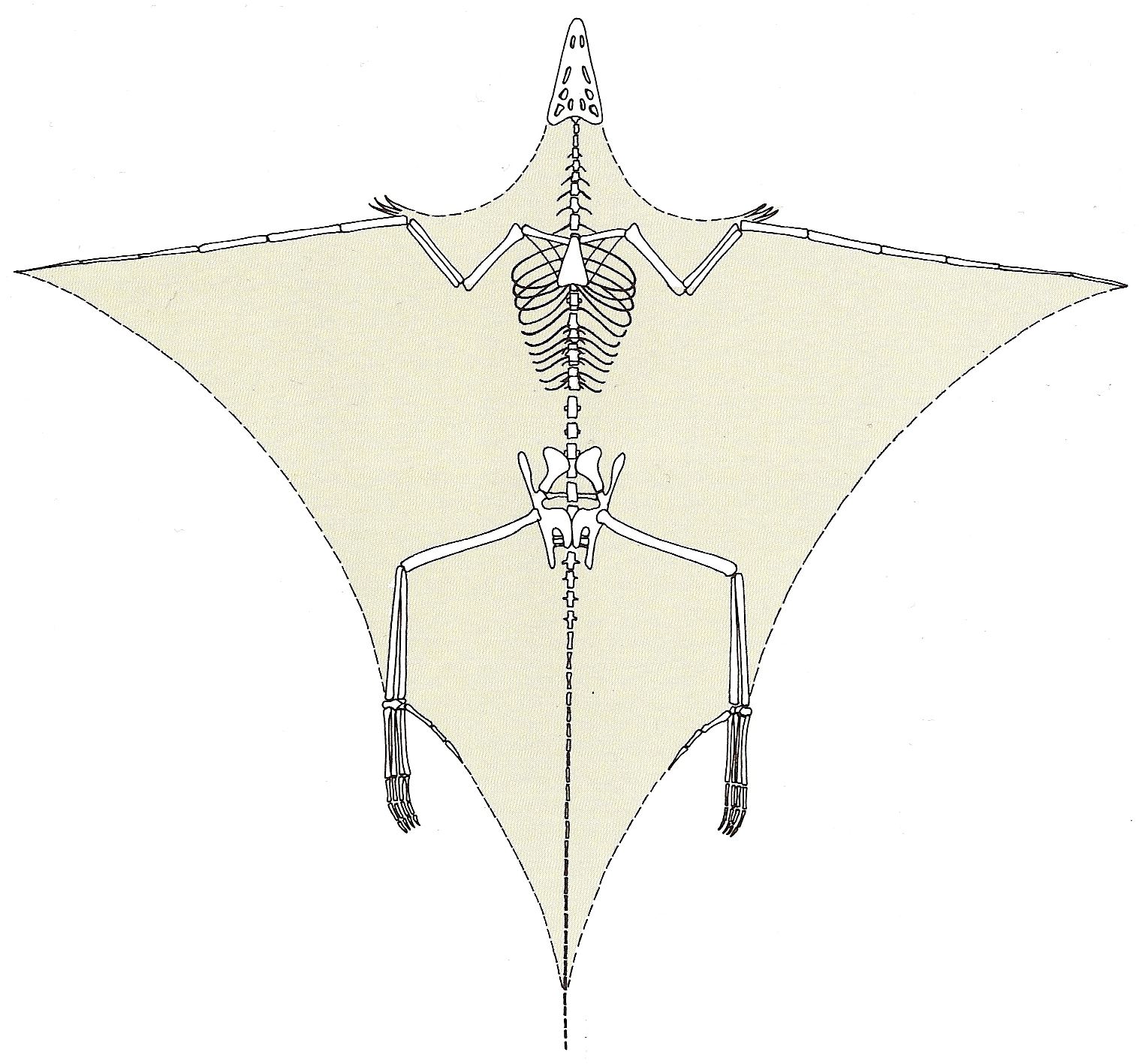
長尾翼龍類版本的長頸龍想像圖

在1886年，三麗齒龍（Tribelesodon）被Francesco Bassani歸類於翼龍類，但現在被認為是長頸龍的次同物異名（Junior Synonym）。最著名的種是T. longobardicus，其他已被確認的種包括：T. conspicuus與T. meridensis。
在2002年，在中國西南部的三疊紀海相沉積層發現了近親恐頭龍。恐頭龍身長2.7公尺，而頸部與頭部佔了1.7公尺。恐頭龍的標本在2004年被敘述、命名。

## 大眾文化
長頸龍短暫出現在BBC《與恐龍共舞》（Walking with Dinosaurs）電視節目第一輯，以及《海底霸王》（Sea Monsters）。在節目裡，奈吉爾·馬文（Nigel Marven）在三疊紀海洋游泳時，他在遇到一隻長頸龍、兩隻幻龍類、一隻杯椎魚龍。他尾隨長頸龍游泳，並測量長頸龍的斷尾，但斷尾是根據對於蜥蜴的幻想。
匹茲堡的卡內基美術館在2000年引進了一個長頸龍小型模型。模型呈綠色與棕色，下方呈藍色，以及可動式頸部。在2007年，這個長頸龍模型被更換，身體呈咖啡色，頭部、頸部呈綠色。

## 外部連結
- BBC的長頸龍重建圖（假設長頸龍為水生動物） （页面存档备份，存于）
- 米蘭大學的長頸龍頁面 （页面存档备份，存于） - 包含樣本與形態資訊
- Hairy Museum of Natural History's coverage of the discovery of the 2006 specimen with the large backside, contains illustrations. （页面存档备份，存于）